# پاریسین
پاریسین (به انگلیسی: Parisienne) یک برند سیگار ایجاد شده در سوئیس است؛ که در حال حاضر توسط بریتیش امریکن توباکو تولید می‌شود. این برند در سال ۱۸۸۷ پایه‌گذاری گردید.